# Étrépagny
Étrépagny là một xã thuộc tỉnh Eure trong vùng Normandie miền bắc nước Pháp.

## Huy hiệu
| Arms of Étrépagny | The arms of Étrépagny are blazoned: Argent, a capital E gules impaled with Azure semy de lys Or, a bendlet couped and a label argent. |